# Стадион ББВА
Стадион ББВА (шп. Estadio BBVA), познат под надимком „Ел Гиганте де Асеро“ (на шпанском „Челични див“), раније познат као Естадио ББВА Банкомер, је стадион који су развиле ФЕМСА и Ф.К. Монтереј из града Гвадалупе, која се налази у широј области града Монтереј. Стадион је као домаћи стадион ФК монтереја заменио стадион Технолођико, окончавши 63 године боравка на том стадиону. Пројекат је наишао на контроверзе, које су проистекле из вишеструких оптужби за изградњу као очигледну сметњу живота дивљих животиња на локалном нивоу крчењем 24,5 хектара шуме у близини природног заштићеног подручја у којем живи 106 животињских врста, укључујући 8 угрожених или заштићених врста као што су жутоглави папагај. Инаугурисан је 2. августа 2015. осмим издањем Еузебио купа, где је Монтереј победио Бенфику са 3 : 0.

## Дизајн
Стадион је дизајнирала мултинационална архитектонска фирма Популос заједно са мексичком фирмом ВФО. Кристофер Ли из Популоса је био главни дизајнер пројекта. Изградња је почела у августу 2011, а завршена је у јулу 2015.
Стадион је отворен 2015. године са капацитетом од 51.000 људи, што га чини четвртим по величини у Мексику. Изграђен по цени од 200 милиона долара, био је најскупљи стадион у Мексику у време његове изградње. Власници су убрзо додали још седишта, проширивши капацитет на 53.500 у 2016. години. Има травнату површину, апартмане, ресторан са клупском тематиком, клупски салон и врхунски дизајн ентеријера и екстеријера. Нагиб трибине је 34 степена, а растојање између терена и седишта је минимално дозвољено од стране ФИФА, обезбеђујући близину акције.
Стадион ББВА је добио сребрни сертификат од Лидерства у енергетском и еколошком дизајну за свој одрживи дизајн. Био је то први фудбалски стадион у Северној Америци који је добио сертификат.
| Димензије             | Димензије |
| --------------------- | --------- |
| Дужина                | 277 m     |
| Ширина                | 232 m     |
| Висина северне стране | 46 m      |
| Висина јужне стране   | 32 m      |
| Обим                  | 800 m     |

## Дренажа
Више од трећине укупне земљишне површине чине зелене површине. Ова пропорција превазилази важеће прописе. Ове зелене површине се користе за филтрирање кишнице, што ће допринети обнављању водоносних слојева. Паркинзи су равномерно распоређени око стадиона, укључујући шумовите површине како би се постигла интеграција са Еколошким парком. Ове области су подељене на зоне, које су интегрисане у пејзаж и топографију. Северна граница до Рио Ла Силе је шумовита стаза која повезује стадион са Новим еколошким парком. Овај еколошки парк и паркинг су такође зелене површине, са пејзажним дизајном који се стапа са окружењем, са само дрвећем и биљкама у региону како би се олакшало очување и прилагођавање окружењу.

## Концерти
Певач Џастин Бибер наступио је на стадиону 15. фебруара 2017. у оквиру своје светске турнеје. Концерту је присуствовало преко 51.000 људи.

## Конкакафов шампионат у фудбалу за жене 2022.
Конкакафов шампионат у фудбалу је одржан у Мексику, на овом стадиону је одиграно осам утакмица шампионата:
| Датум         | Време | Екипа #1         | Рез.  | Екипа #2          | Коло                    | Посета |
| ------------- | ----- | ---------------- | ----- | ----------------- | ----------------------- | ------ |
| 5. јул 2022.  | 18:00 | Костарика        | 3 : 0 | Панама            | Група Б                 | 4,327  |
| 5. јул 2022.  | 21:00 | Канада           | 6 : 0 | Тринидад и Тобаго | Група Б                 | 3.872  |
| 7. јул 2022.  | 18:00 | Сједињене Државе | 5 : 0 | Јамајка           | Група А                 | 3.150  |
| 7. јул 2022.  | 21:00 | Мексико          | 0 : 3 | Хаити             | Група А                 | 3.375  |
| 11. јул 2022. | 18:00 | Канада           | 2 : 0 | Костарика         | Група Б                 | 3.721  |
| 11. јул 2022. | 21:00 | Јамајка          | 4 : 0 | Хаити             | Група А                 | 4.356  |
| 18. јул 2022. | 18:00 | Костарика        | 0 : 1 | Јамајка           | Утакмица за треће место | 6.889  |
| 18. јул 2022. | 21:00 | Сједињене Државе | 1 : 0 | Канада            | Финале                  | 17.247 |

## Светско првенство у фудбалу 2026
Стадион ББВА ће бити једно од три мексичка стадиона за домаћине више утакмица током Светско првенство у фудбалу 2026.